# Novaja Žizň
Novaja Žizň (rusky: Новая Жизнь, česky Nový život) byly první legální noviny (deník) vydávané Ruskou sociálně demokratickou dělnickou stranou a zároveň jejich ústřední tiskový orgán. První vydání vyšlo v Petrohradě 9. listopadu 1905 (27. října juliánského kalendáře). Celkem vyšlo legálně 27 vydání, poslední z 16. prosince 1905 (3. prosince juliánského kalendáře), pak byly noviny zakázány. 28. číslo vyšlo ilegálně. Jejich redaktorem byl Maxim Maximovič Litvinov a mezi přispěvateli se objevovala jména jako Lenin, Anatolij Lunačarskij a Maxim Gorkij. Vycházel v nákladu 80 000 kusů.